# Centro Asturiano-Casa de Asturias del Uruguay

El Centro Asturiano - Casa de Asturias de Uruguay es una organización recreativa y cultural con sede en Montevideo, Uruguay.

## Historia
Fue fundada en 1910 bajo el nombre de Centro Asturiano de Montevideo por un grupo de inmigrantes asturianos, en épocas de las crecientes oleadas migratorias provenientes de Europa. La creación del mismo tenía como cometido la promoción de la cultura, las costumbres y tradiciones de Asturias, brindando a su vez una importante  protección en materia social a sus compatriotas e integrantes.
En sus primeros años la institución creó una bolsa de trabajo y una caja de protección para sus afiliados, como también un cuerpo de baile, un coro y una biblioteca. Algunos de sus miembros destacados fueron Carlos Vaz Ferreira y Manuel Magariños Castaños.
En el año 1939 tras el estallido de la guerra civil española, la institución sufrió una fuerte  división interna a causa de los debates políticos suscitados ante el enfrentamiento entre el bando republicano y el bando nacionalista en el seno de la colectividad. Tras el triunfo nacionalista y el inicio del régimen dictatorial de Francisco Franco las críticas hacia el mismo no se hicieron esperar por algunos miembros del colectivo, generando que algunos integrantes se escindieran en una nueva institución, la denominada Casa de Asturias.
Ambas instituciones funcionarían en paralelo y de forma independiente, aunque muchos de sus asociados integrarían ambas.
Esta larga división culminaría en el año 2001, con la unificación de ambas instituciones en una misma entidad.  

## Sede
A lo largo de su historia ha contado con distintas sedes en distintas zonas del departamento, la primera de ellas fue sobre la calle Arapey 243, más tarde en Río Branco 1263, donde funcionó hasta 1922. En ese año se trasladaría hacia la calle Cerrito 184, instalándose en un inmueble más cómodo que contaba con oficinas, salones, biblioteca y restaurante. En 1931 se adquirió una antigua quinta en el Prado de Montevideo, la cual desde entonces se convirtió en su actual sede social.